# David de Gorter

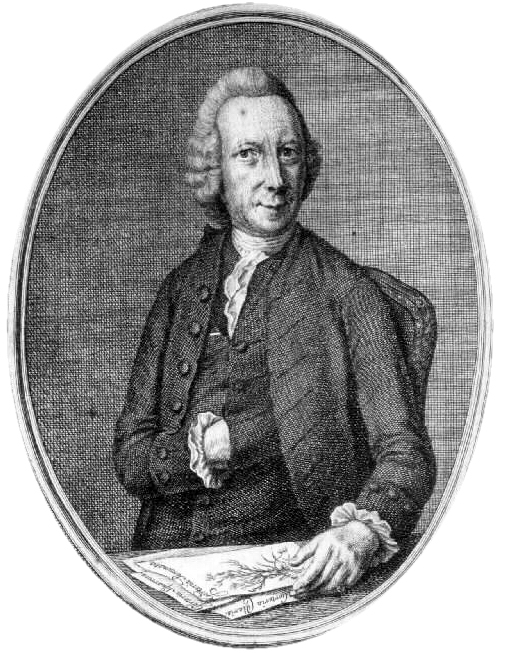
David de Gorter

David de Gorter (* 30. April 1717 in Enkhuizen; † 3. April 1783 in Zutphen) war ein niederländischer Mediziner und Botaniker.
Sein botanisches Autorenkürzel lautet „Gorter“.

## Leben und Wirken
Der Sohn des Johannes de Gorter absolvierte ein Studium der Medizin an der Universität Harderwijk, schloss dieses 1734 mit einer Disputation De Aphorismi Hippocratis ab und promovierte 1737 mit der Dissertation De physices necessitate in Medicina zum Doktor der Philosophie. Danach betätigte er sich in der Praxis, wobei er seine medizinischen Studien fortführte. 1742 wurde er Lektor der Medizin in Harderwijk und erhielt im Folgejahr eine außerordentliche Professur der Botanik. In dieser Zeit begegnete er Carl von Linné, der in Harderwijk eine Wirkungsstätte gefunden hatte.
Nachdem er am 1. Juli seine Antrittsvorlesung als außerordentlicher Professor gehalten hatte, wurde er 1746 ordentlicher Professor der Medizin und Arzneikunde und 1751 Rektor der Alma Mater. 1754 ging er mit seinem Vater als Leibarzt der Zarin Elisabeth nach St. Petersburg. Drei Jahre nachdem sein Vater vom russischen Zarenhof gegangen war, nötigten ihn schwere Gichtschmerzen, nach Holland zurückzukehren. So kam er im August 1761 in seiner Heimat an, wo er sich in Wijk bij Duurstede niederließ. 1778 zog er nach Zutphen, wo er schließlich verstarb.
Seine Witwe Maria Elisabeth Schultz schenkte sein Herbarium mit 2000 Pflanzen der Harderwijker Hochschule, wofür sie aus Dankbarkeit 100 Dukaten erhielt. Dieses Herbarium ist heute Bestandteil des Nationalen Herbariums der Niederlande.
Er veröffentlichte Stepan Petrowitsch Krascheninnikows Werk Flora Ingrica.

## Ehrungen
De Gorter war Ehrenmitglied der Kaiserlichen Akademie der Wissenschaften in Sankt Petersburg (1757), Mitglied der Königlich Schwedischen Akademie der Wissenschaften und anderer Akademien und gelehrten Gesellschaften, so etwa der Leopoldina (seit 1756). Nach ihm ist die Pflanzengattung Gorteria benannt. Die niederländische botanische Zeitschrift Gorteria trägt seinen Namen.

## Schriften (Auswahl)
- Materia medica, exhibens virium medicamentorum simplicium catalogus, in tres libros divisa. Amsterdam 1740.
- Flora Gelro-Zutphanica exhibens plantas per ducatum Gelriae et comitatum Zutphaniae crescentes. Harderwijk 1745 (Digitalisat).
- Orationes duae inaugurales de primo Aphorismo Hippocratis. o. O. o. D.
- Flora Ingrica. Petrop. 1761.
- Oratio funebris in obitum Gulielmi IV. Harderwijk 1752.
- Flora Belgica. Leiden 1767, 1768, 1771.
- Mededeeling over Jerem. XVII. 6 en XLVIII. 6; in dezelfde Verh. D. XV. Beschrijving van een bloem-horologie, in de Verh. van het Bat. Gen. der proefonderv. wijsbeg. Rotterdam 1776.
- Flora VII Provinciarum Belgii Foederati indigena. Haarlem 1781, Utrecht 1814.
- Leer der Plantkunde. Amsterdam 1782, 1. Bd.